# Пикколомини, Челио
Челио Пикколомини (итал. Celio Piccolomini; 1609, Сиена, Великое герцогство Тосканское — 24 мая 1681, там же) — итальянский куриальный кардинал, папский дипломат. Секретарь мемориальных дат с 1 января 1655 по 16 октября 1656. Титулярный архиепископ Кесарии Каппадокийской с 16 октября 1656 по 14 января 1664. Апостольский нунций во Франции с 27 октября 1656 по 1 августа 1663. Апостольский легат в Романье с 21 апреля 1664 по 22 августа 1667. Архиепископ Сиены с 18 марта 1671 по 24 мая 1681. Кардинал-священник с 14 января 1664, с титулом церкви Сан-Пьетро-ин-Монторио с 11 февраля 1664 по 24 мая 1681.